# Phyllanthus mirificus
Phyllanthus mirificus är en emblikaväxtart som beskrevs av Grady Linder Webster. Phyllanthus mirificus ingår i släktet Phyllanthus och familjen emblikaväxter. Inga underarter finns listade i Catalogue of Life.